# Wilhelm I de Luxemburg

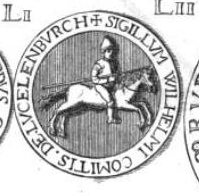

Wilhelm I (n. 1081–1131) a fost conte de Luxemburg de la 1096 până la moarte.
Wilhelm a succedat fratelui său mai mare, Henric al III-lea de Luxemburg. Amândoi erau fiii contelui Conrad I cu Clementia de Aquitania. Wilhelm a fost primul membru al familiei care a utilizat titlul de conte de Luxemburg în documentele sale.
Ca și predecesorii săi, Wilhelm a fost implicat în dispute cu arhiepiscopul de Trier (Bruno) în 1122 și 1127, aceasta conducând la excomunicarea sa.
În jur de 1105, Wilhelm a fost căsătorit cu Matilda sau Luitgarda de Northeim, fiică a contelui Kuno de Beichlingen, cu care a avut trei copii:
- Conrad (d. 1136), succesor în comitatul de Luxemburg
- Wilhelm, devenit conte de Gleiberg, menționat în documente din 1131 și din 1158
- Liutgarda (n. 1120 - d. 1170), căsătorită cu contele Henric al II-lea (n. 1125 - d. 1211) de Grandpré